# Bellinzago Novarese
Bellinzago Novarese (piemontesisch Branzach, lombardisch Bransach) ist eine italienische Gemeinde mit 9441 Einwohnern (Stand 31. Dezember 2023) in der Provinz Novara (NO), Region Piemont.

## Geographie
Der Ort liegt auf einer Höhe von 192 m über dem Meeresspiegel. Das Gemeindegebiet umfasst eine Fläche von 39 km² und besteht aus den Ortsteilen Badia di Dulzago und Cavagliano. Die Nachbargemeinden sind Caltignaga, Cameri, Lonate Pozzolo (VA), Momo, Nosate (MI) und Oleggio.

## Wirtschaft
Südöstlich von Bellinzago Novarese befindet sich eine große Kaserne und ein Standortübungsplatz, in der Nachbargemeinde Cameri ein Militärflugplatz.

## Persönlichkeiten
- Ricardo Guerrino Brusati (1945–2023), Geistlicher, Bischof von Janaúba